# Honda CR-V
De Honda CR-V is een Sports utility vehicle van het Japanse automerk Honda. Tot op heden werden vier generaties van het model ontwikkeld.

## Eerste generatie (1996-2001)

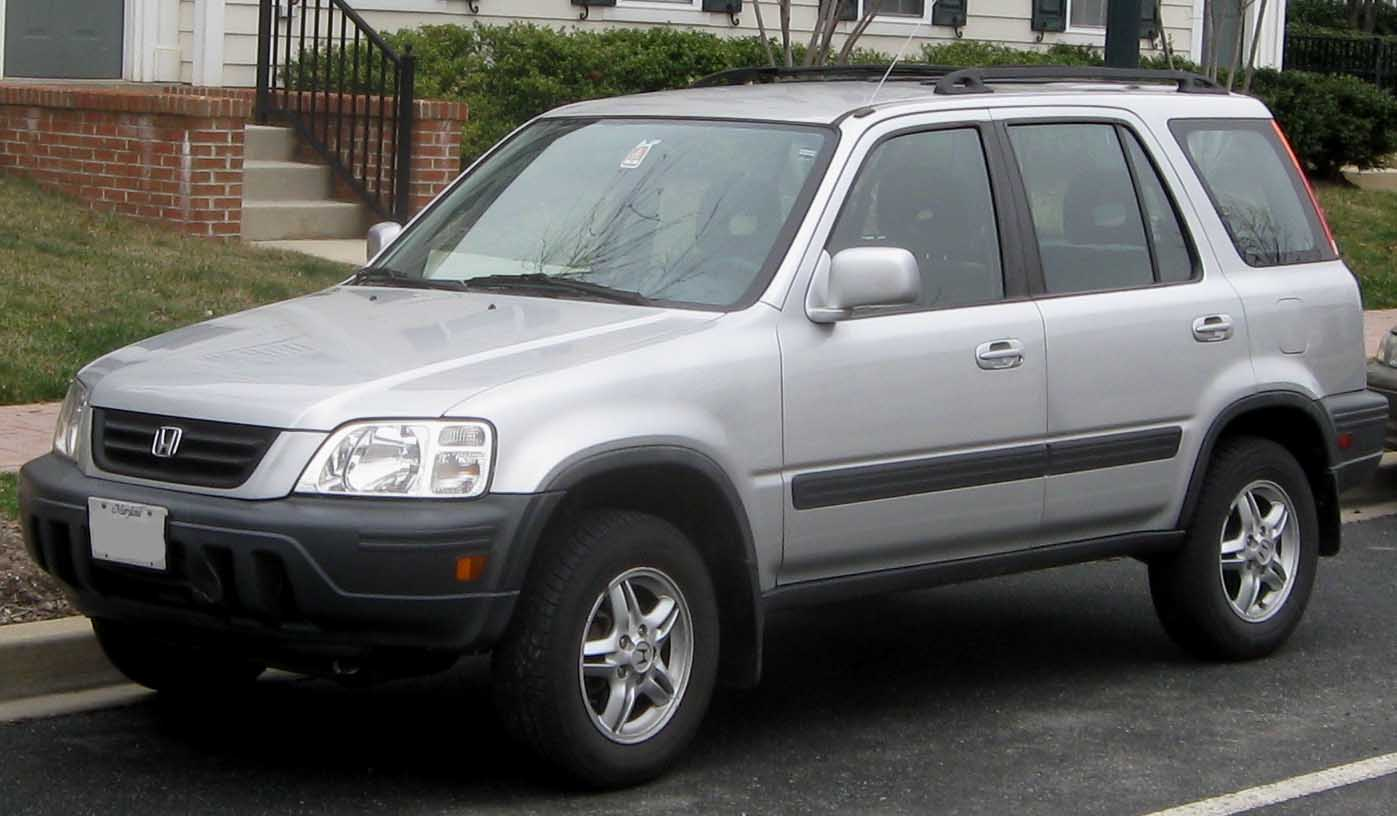
Eerste generatie

De eerste generatie werd in 1996, na lang aarzelen ontwikkeld. Honda twijfelde om de wagen uit te brengen uit vrees dat hij naast de Honda Passport geen behoorlijke verkoopcijfers zou halen. Verder had Honda weinig ervaring en dus weinig vertrouwen in de SUV-markt.
Bij ontwikkeling bestond van de CR-V slechts een uitvoering: een 2.0 liter met 128pk en 180Nm koppel. Later zou deze uitvoering bekendstaan als de LX-uitvoering. De EX-uitvoering die enkele jaren later uitkwam had enkel visuele verschillen en geen motorische.

### Facelift
In 1999 kreeg de CR-V voor het eerst een facelift. Bij de Amerikaanse versie veranderde aan het uiterlijk amper iets, maar door kritiek op het gebrek aan vermogen voor een wagen met een gewicht van 1500 kg werd de motor wat opgedreven. De 2.0 liter produceerde nu 146pk en 194Nm koppel.
Op de Europese, Aziatische en Australische markt ondergingen voornamelijk de voor- en achterbumper wijzigingen. Tevens werden nieuwe kleuren aan het kleurgamma toegevoegd.

## Tweede generatie (2002-2006)

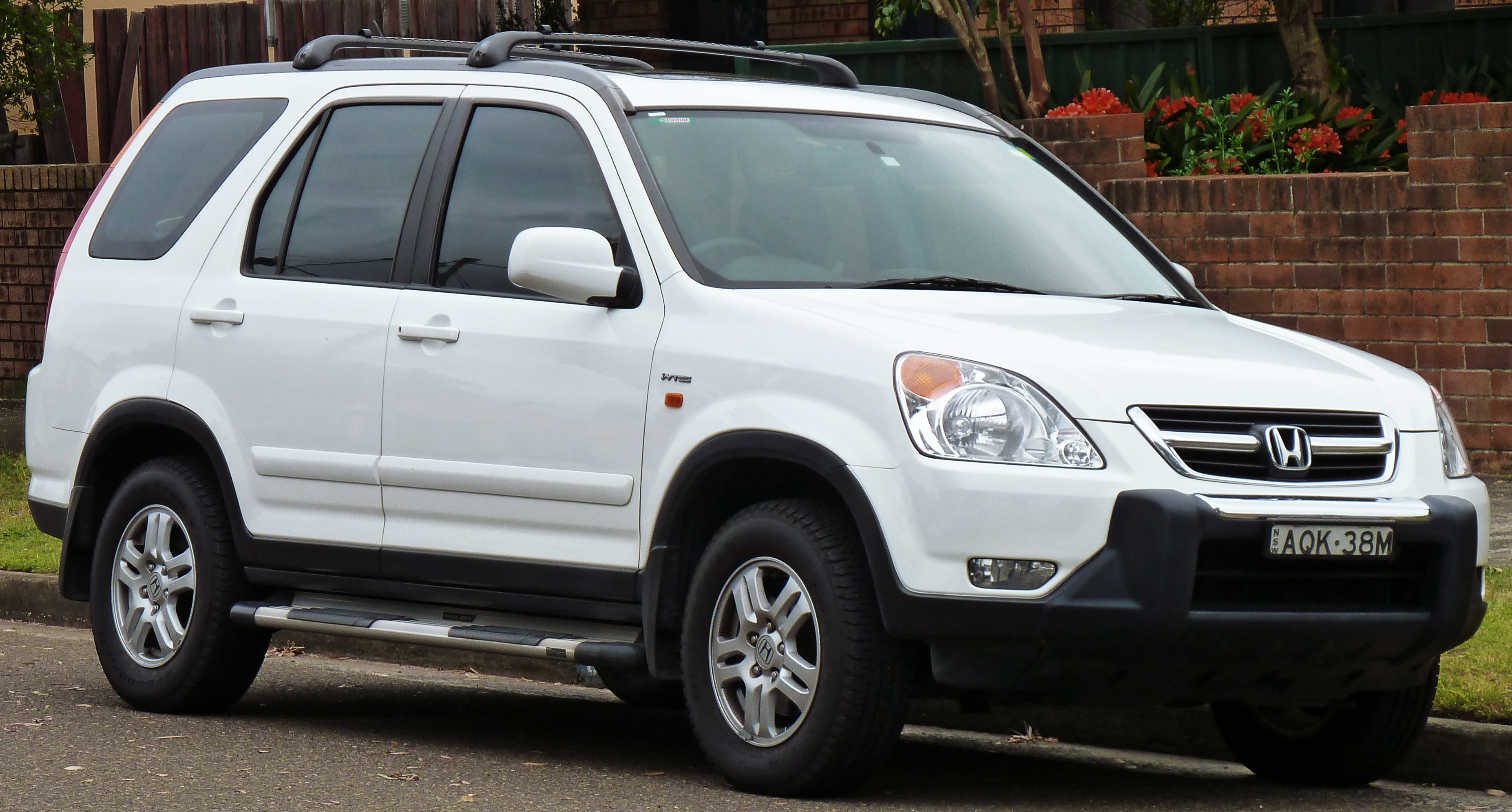
Tweede generatie

De tweede generatie was een grotere en zwaardere uitvoering, gebaseerd op de zevende generatie Civic. Door het Amerikaanse magazine Car and Driver werd de CR-V zowel in 2002 als in 2003 uitgeroepen tot beste "small SUV". Dit grote Amerikaanse succes bracht Honda ertoe een nieuwe kleine SUV uit te brengen, enkel voor deze Noord-Amerikaanse markt. Zo werd in 2003 de Honda Element in productie gebracht.

## Derde generatie (2007-2011)

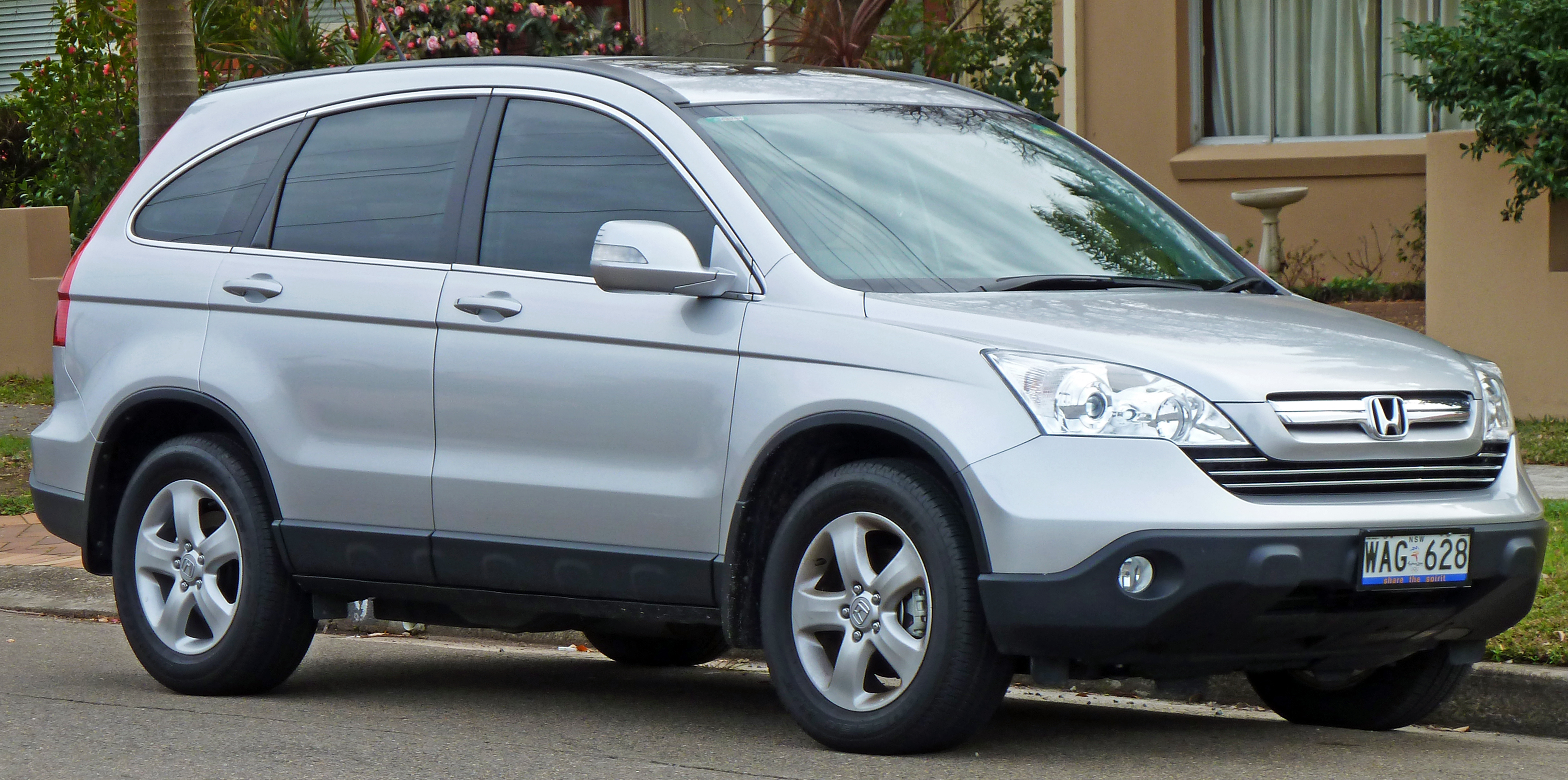
Derde generatie

In 2007 werd de derde generatie in productie gebracht. In tegenstelling tot de vorige twee generaties hing het reserve-wiel niet langer aan de kofferdeur. Hij was minder hoog, breder en korter dan de voorgaande generaties. In 2007 was het een van de best verkochte wagens in de Verenigde Staten. Bij een facelift in 2010 werden voornamelijk uiterlijke kenmerken aangepast.

## Vierde generatie (2011-heden)

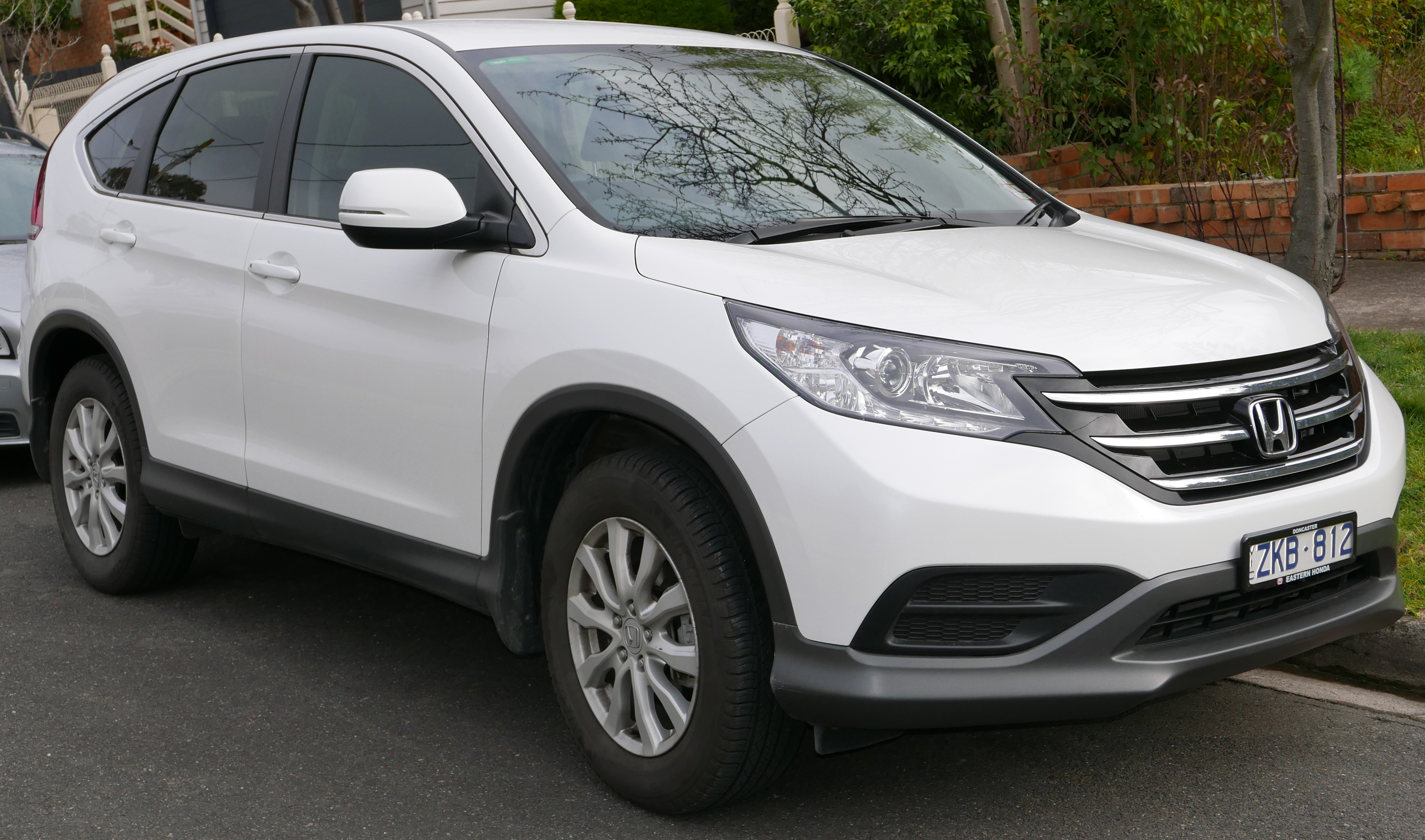
Vierde generatie

Op 25 juli 2011 gaf Honda de eerste beelden vrij van de vierde generatie. Deze werd eind 2011 in productie gebracht voor de Noord-Amerikaanse markt en is in 2012 beschikbaar gekomen voor de Europese markt.

## Vijfde generatie (2017-heden)

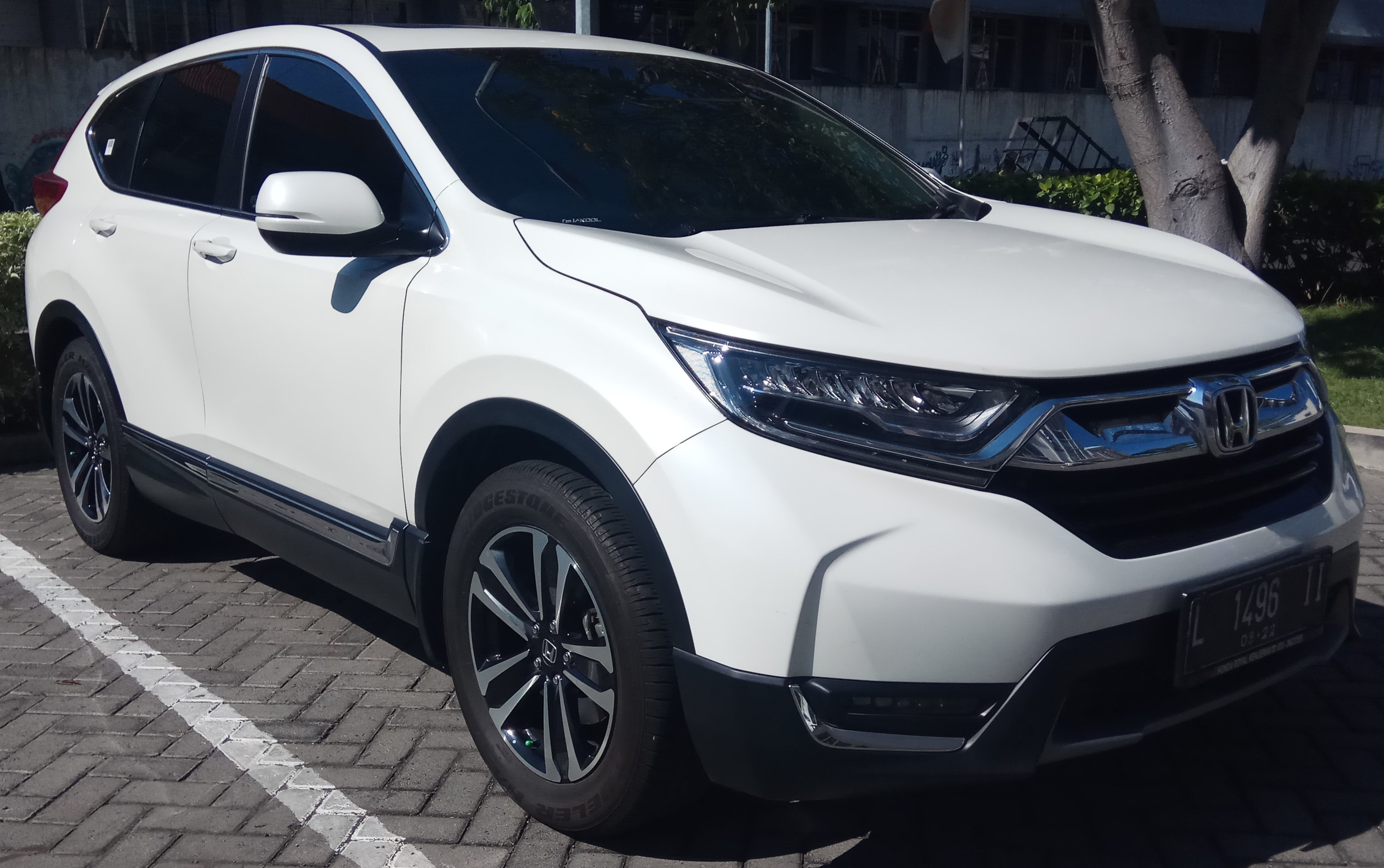
Vijfde generatie

De vijfde generatie werd voorgesteld op 13 oktober 2016 in Detroit. Deze kwam in december 2016 op de Noord-Amerikaanse markt. In maart 2017 verscheen de wagen op de Aziatische markt en een jaar later was de Europese markt aan de beurt.
In 2019 kreeg de CR-V een facelift en werd in Noord-Amerika voor het eerst ook de CR-V Hybrid met een hybride aandrijflijn aangeboden.

### Honda Breeze

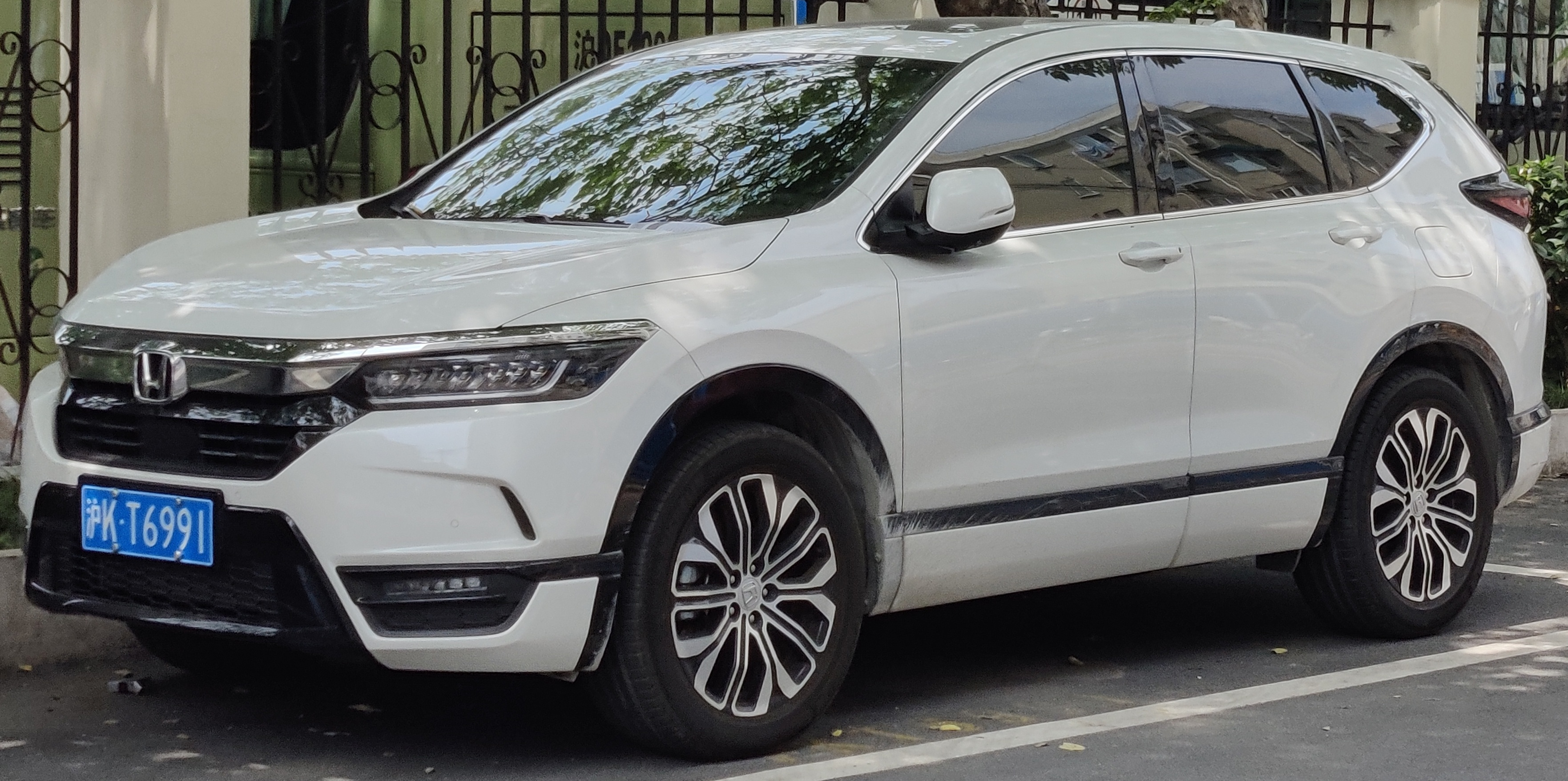
Honda Breeze (China)

Op de Chinese markt wordt de wagen aangeboden als de Honda Breeze. Dit is in feite een CR-V  met een gewijzigde voor- en achterkant. De Honda Breeze kan ook geleverd worden met een hybride aandrijflijn en wordt in China in parallel met de Honda CR-V verkocht.